# Шепіленко Юлія Борисівна
Ю́лія Борисівна Шепіле́нко (Харківська) (нар. 14 вересня 1976) — українська гірськолижниця.

## Життєпис
Брала участь у двох змаганнях на зимових Олімпійських іграх 1998 року.
Станом на 2007 рік — студентка львівського ВНЗ.
Станом на 2018 рік — тренер Олімпійської збірної України з гірськолижного спорту. Станом на 2019 рік — старший тренер збірної команди України з гірськолижного спорту.
Серед вихованців — Ольга Книш.
Виховує двох доньок: Анастасію (2000, МС) та Катерину (2002, КМС), які вдало виступають на чемпіонаті України з гірськолижного спорту серед юніорів — спортсменів віком до 21 року.
За даними Опендатабот є засновником, власником і директором молодіжної громадської організації "спортивно-оздоровчий клуб «Евеленч» (МГО СОК «Евеленч»).

## Нагороди
Одноразова грошова винагорода у рамках реалізації Програми «Дитячий тренер» на 2015 рік.